# 松尾谷古墳
松尾谷古墳（まつおだにこふん）は、福井県三方上中郡若狭町南前川にある古墳。形状は前方後方墳。現在では墳丘は失われている。

## 概要
福井県南西部、若狭地方北東部の標高80メートルの丘陵尾根上に築造された古墳である。1984年（昭和59年）に浄水場設置工事に伴う調査が実施され消滅している。
墳形は前方後方形で、前方部を北方向に向ける。埋葬施設は木棺直葬3基で、1基は後方部において墳丘主軸と平行に埋葬され、他の2基は前方部において墳丘主軸と直交して埋葬される。後方部木棺からは武器類・管玉などが出土し、その他の出土品として斧・土師器がある。
築造時期は、古墳時代前期の4世紀前半頃と推定される。上ノ塚古墳（若狭町脇袋、5世紀初頭）に始まる若狭地方の広域首長系譜（上中古墳群）の前時代の古墳であり、ヤマト王権（前方後円墳が主）と関係性の低い前方後方墳が採用された点で、三方地方のみを勢力下とした狭い範囲の首長墓として位置づけられる。なお、本古墳の築造以前には当地に高地性集落が存在したことが認められている。

## 墳丘
墳丘の規模は次の通り。
- 墳丘長：約40メートル（または35メートル[2]）
- 後方部：一辺18メートル
- 前方部 幅：17メートル

## 出土品
出土品は次の通り。
- 後方部木棺出土
  - 鉄剣 1
  - 槍 1
  - 鉄鏃 1
  - 碧玉管玉 3
  - 鉇 1
- 前方部墳丘出土
  - 斧 1
- 周溝出土
  - 土師器基台 1
  - 土師器壺 1

## 関連施設
- 若狭町歴史文化館（若狭町市場） - 松尾谷古墳の出土品等を保管・展示。

## 関連文献
（記事執筆に使用していない関連文献）
- 『松尾谷古墳 -前方後方墳の発掘調査-』若狭三方縄文博物館、2006年。